# 血流阻斷訓練法
血流阻斷訓練法（日语：／ Kaatsu toreningu）是由日本人佐藤義昭博士所創造的專利訓練方法，又稱Kaatsu（即日文中「加壓」的意思）。其根據調節血流運動（或稱血管閉塞適度訓練），並透過搭配使用Kaatsu裝備來對運動肌肉的血管系統施壓。

## 起源
1966年時，18歲的佐藤義昭在日本參加一個傳統儀式時，由於長時間跪坐在地板上，使他的雙腳麻木且痛得無法忍受。在他透過按摩他的小腿，試圖緩解漫長儀式所造成的不適感。同時，他也發現到當他跪坐時小腿的血液循環會被堵塞住，這是他最初萌生出血流阻斷訓練法的契機。在接下來的7年時間裡，他利用自身進行了試驗，嘗試對不同的身體部位施加不同的壓力，使用的材質有自行車輪胎、繩子和綁帶等等。他有條不紊地記錄著什麼材質的帶子及壓力大小會起作用、哪些則不會。在經過多年的反覆試驗後，佐藤義昭漸漸發展出了有效、並且可以安全地調節四肢血流的方法。
1973年時，25歲的佐藤義昭才終於發明出完整的血流阻斷訓練帶。有次滑雪旅行中，他不小心扭傷腳踝，膝蓋周圍的韌帶也受傷了，醫生告訴他傷口需要6個月的時間才能癒合。雖然腳上打著石膏，但他仍在每天三次的復健練習中將血流阻斷訓練帶綁在大腿上，並反覆維持綁著施壓30秒再拿下帶子休息幾秒的動作。而這個動作的結果讓他的醫生也感到非常訝異，因為他的肌肉不但沒有因為受傷而萎縮，反而在6周內就完全恢復了。除了佐藤義昭之外，美國奧運滑雪冠軍米勒也體驗了此訓練加快傷口癒合的能力。
而在1973至1982年間，佐藤義昭開始著手進行血流阻斷訓練培訓項目，並制定出針對不同年齡層和承受著不同痛苦的人們最適合的治療方案。

## 專利
1994年時，佐藤義昭在日本（專利號2670421）、美國（專利號6149618）和歐洲（英國、德國、法國、義大利，專利號94206403.0）申請了他的第一項Kaatsu血流阻斷訓練帶專利。
1997年時，佐藤義昭公布了他的Kaatsu教練培訓項目，與日本各地的教練、培訓師、物理治療師和醫生們共同分享，並有超過3000名受訓者獲得了Kaatsu教練培訓項目認證。

## 研究
Kaatsu培訓項目被列為東京大學醫學院22世紀醫學研究中心的合作項目之一，佐藤義昭也開始在東京大學醫學院教授一門缺血循環生理課程，並與日本載人航天系統公司進行了聯合開發的工作。
在90年代期間，佐藤義昭與東京大學藝術與科學研究院生命科學系的尚賢石伊教授開始進行聯合研究。日本的其他研究人員也開始研究Kaatsu的好處，並將各種研究成果提交到同業評審的出版物。
2009年，佐藤義昭和中國吉林大學、中國國家體育科學研究院簽署了聯合開發協議。
2014年，佐藤義昭成立了Kaatsu研究基金會。

## 訓練原理
透握阻斷四肢的靜脈血液回流但保持動脈血液暢通，已達到巨大的泵感。而以下可解釋為何血液阻斷訓練對於建構肌肉與力量的幫助：
1.代謝壓力
2.運動單位(motor unit)的招募
3.細胞腫脹
4.調節肌肥大訊號路徑與基因表現
5.衛星細胞增生與肌細胞核增加
6.生長激素的釋放